# Пестршино
Пестршино (мкд. Пестршино) је насеље у Северној Македонији, у источном делу државе. Пестршино је у саставу општине Пробиштип.

## Географија
Пестршино је смештено у источном делу Северне Македоније. Од најближег града, Пробиштипа, насеље је удаљено 15 km јужно.
Насеље Пестршино се налази у историјској области Злетово, на југозападном ободу Злетовске котлине. Западно од насеља издижу се прва брда планине Манговице. Надморска висина насеља је приближно 600 метара.
Месна клима је умерено континентална.

## Становништво
Пестршино је према последњем попису из 2002. године имало 10 становника.
Претежно становништво у насељу су етнички Македонци (100%).
Већинска вероисповест месног становништва је православље.